# 지연미분방정식
수학에서 지연미분방정식(delay differential equations, DDEs)은 특정한 시간에서의 미지의 함수의 도함수가 이전의 함숫값들의 항들로 나타내어지는 미분 방정식의 일종이다.
{\displaystyle x(t)\in \mathbb {R} ^{n}}에 대한 시간-지연방정식에 대한 일반적인 형태는 다음과 같다.
{\displaystyle {\frac {\rm {d}}{{\rm {d}}t}}x(t)=f(t,x(t),x_{t})}
이때 {\displaystyle x_{t}=\{x(\tau ):\tau \leq t\}}는 이전의 해의 자취를 나타낸다. 이 방정식에서, {\displaystyle f}는
{\displaystyle \mathbb {R} \times \mathbb {R} ^{n}\times C^{1}}에서 {\displaystyle \mathbb {R} ^{n}\,}로의 함수 연산자이다.

## 지연미분방정식의 예
- 연속지연

{\displaystyle {\frac {\rm {d}}{{\rm {d}}t}}x(t)=f\left(t,x(t),\int _{-\infty }^{0}x(t+\tau )\,{\rm {d}}\mu (\tau )\right)}
- 이산지연

{\displaystyle {\frac {\rm {d}}{{\rm {d}}t}}x(t)=f(t,x(t),x(t-\tau _{1}),\dotsc ,x(t-\tau _{m}))} for {\displaystyle \tau _{1}>\dotsb >\tau _{m}\geq 0}.
- 이산선형지연

{\displaystyle {\frac {\rm {d}}{{\rm {d}}t}}x(t)=A_{0}x(t)+A_{1}x(t-\tau _{1})+\dotsb +A_{m}x(t-\tau _{m})}
단, {\displaystyle A_{0},\dotsc ,A_{m}\in \mathbb {R} ^{n\times n}}.
- 팬터그래프 방정식

{\displaystyle {\frac {\rm {d}}{{\rm {d}}t}}x(t)=ax(t)+bx(\lambda t),}
이때 a, b, λ는 상수이고 0 < λ < 1이다. 이 방정식과 좀 더 일반화된 형태는 기차의 팬터그래프의 이름을 따서 지어졌다.